# アルベルト・マルティン
アルベルト・マルティン・マグレ（Alberto Martín Magret, 1978年8月20日 - ）は、スペイン・バルセロナ出身の男子プロテニス選手。身長175cm、体重73kg。右利き、バックハンド・ストロークは片手打ち。ATPツアーでシングルス3勝、ダブルス3勝を挙げた。

## 来歴
マルティンは1995年にプロ転向。1996年全仏オープンジュニア男子シングルスで優勝している。
1999年3月のカサブランカ大会の決勝でフェルナンド・ビセンテを 6–3, 6–4 で破りATPツアー初優勝を果たす。1999年9月のブカレスト大会、2001年5月のマヨルカ大会のATPツアーシングルス3勝を挙げた。
2002年全豪オープンでは当時世界ランキング1位で第1シードのレイトン・ヒューイットを1回戦で 1–6, 6–1, 6–4, 7–6(4) で破る大波乱を起こした。4大大会では2006年全仏オープンの4回戦進出が最高成績である。1回戦で第5シードのアンディ・ロディックの途中棄権により勝ち上がり、3回戦では第28シードのオリビエ・ロクスに 7-5, 4-6, 6-7(5), 6-1, 6-4 のフルセットの末勝利した。ジュリアン・ベネトーとの4回戦は第1セットを 1–5 でリードされたところで途中棄権した。この大会ではポティート・スタラーチェと組んだダブルスでもベスト8に進出したが準々決勝を棄権している。
マルティンは2010年7月のドイツ・ブラウンシュヴァイクのチャレンジャー大会を最後に現役を引退した。
マルティンのシングルス5回、ダブルス6回のツアー決勝進出は全てクレーコートの大会である。

## ATPツアー決勝進出結果

### シングルス: 5回 (3勝2敗)
| 大会グレード                                  |
| グランドスラム (0-0)                          |
| テニス・マスターズ・カップ (0-0)              |
| ATPマスターズシリーズ (0-0)                   |
| ATPインターナショナルシリーズ・ゴールド (0-0) |
| ATPインターナショナルシリーズ (3–2)           |

| サーフェス別タイトル |
| ハード (0-0)         |
| クレー (3-2)         |
| 芝 (0-0)             |
| カーペット (0-0)     |

| 結果   | No. | 決勝日        | 大会               | サーフェス | 対戦相手               | スコア           |
| ------ | --- | ------------- | ------------------ | ---------- | ---------------------- | ---------------- |
| 優勝   | 1.  | 1999年3月22日 | カサブランカ       | クレー     | フェルナンド・ビセンテ | 6–3, 6–4         |
| 優勝   | 2.  | 1999年9月27日 | ブカレスト         | クレー     | カリム・アラミ         | 6–2, 6–3         |
| 優勝   | 3.  | 2001年5月7日  | マヨルカ           | クレー     | ギリェルモ・コリア     | 6–3, 3–6, 6–2    |
| 準優勝 | 1.  | 2005年2月20日 | コスタ・ド・サイペ | クレー     | ラファエル・ナダル     | 0–6, 7–6(2), 1–6 |
| 準優勝 | 2.  | 2006年2月26日 | コスタ・ド・サイペ | クレー     | ニコラス・マスー       | 3–6, 4–6         |

### ダブルス: 6回 (3勝3敗)
| 結果   | No. | 決勝日        | 大会               | サーフェス | パートナー               | 対戦相手                                        | スコア           |
| ------ | --- | ------------- | ------------------ | ---------- | ------------------------ | ----------------------------------------------- | ---------------- |
| 準優勝 | 1.  | 1997年9月14日 | ボーンマス         | クレー     | クリス・ウィルキンソン   | ケント・キニアー アレクサンダー・キティノフ     | 6–7(7), 2–6      |
| 準優勝 | 2.  | 1999年10月4日 | パレルモ           | クレー     | ラン・ベール             | マリアノ・フッド セバスティアン・プリエト       | 3–6, 1–6         |
| 優勝   | 1.  | 2000年9月18日 | ブカレスト         | クレー     | エヤル・ラン             | デビン・ボウエン マリアノ・フッド               | 7–6(4), 6–1      |
| 優勝   | 2.  | 2006年7月17日 | アメルスフォールト | クレー     | フェルナンド・ビセンテ   | ルーカス・アーノルド・カー クリストファー・カス | 6–4, 6–3         |
| 優勝   | 3.  | 2009年2月22日 | ブエノスアイレス   | クレー     | マルセル・グラノリェルス | ニコラス・アルマグロ サンティアゴ・ベントゥーラ | 6–3, 5–7, [10–8] |
| 準優勝 | 3.  | 2000年5月1日  | マヨルカ           | クレー     | フェルナンド・ビセンテ   | ミカエル・ロドラ ディエゴ・ナルジーソ           | 6–7(2), 6–7(3)   |

## 4大大会シングルス成績
略語の説明
| W | F | SF | QF | #R | RR | Q# | LQ | A | Z# | PO | G | S | B | NMS | P | NH |

W=優勝, F=準優勝, SF=ベスト4, QF=ベスト8, #R=#回戦敗退, RR=ラウンドロビン敗退, Q#=予選#回戦敗退, LQ=予選敗退, A=大会不参加, Z#=デビスカップ/BJKカップ地域ゾーン, PO=デビスカップ/BJKカッププレーオフ, G=オリンピック金メダル, S=オリンピック銀メダル, B=オリンピック銅メダル, NMS=マスターズシリーズから降格, P=開催延期, NH=開催なし.
| 大会           | 1997 | 1998 | 1999 | 2000 | 2001 | 2002 | 2003 | 2004 | 2005 | 2006 | 2007 | 2008 | 2009 | 2010 | 通算成績 |
| -------------- | ---- | ---- | ---- | ---- | ---- | ---- | ---- | ---- | ---- | ---- | ---- | ---- | ---- | ---- | -------- |
| 全豪オープン   | A    | 1R   | 1R   | 1R   | 2R   | 3R   | 3R   | 2R   | 1R   | A    | 1R   | LQ   | 1R   | A    | 5–10     |
| 全仏オープン   | 1R   | LQ   | 1R   | 1R   | 2R   | 2R   | 1R   | 1R   | 1R   | 4R   | A    | LQ   | 1R   | LQ   | 5–10     |
| ウィンブルドン | A    | A    | 3R   | 2R   | 1R   | 2R   | 1R   | 1R   | 1R   | 2R   | A    | A    | 1R   | A    | 5–9      |
| 全米オープン   | A    | A    | 1R   | 1R   | 1R   | 2R   | 3R   | 2R   | 1R   | 1R   | A    | A    | 1R   | A    | 4–9      |